# ببغاء أصفر الوجه
ببغاء أصفر الوجه هو نوع من الببغاء يعيش في شمال غرب دولة البيرو.